# 사노 아사오
사노 아사오(Asao Sano, 1925년 8월 13일 ~ )는 일본의 배우, 일본의 성우이다.
호도가야구에서 태어났다.

## 방송
- 미토코몬 제28부
- 미토코몬 제27부
- 미토코몬 제26부
- 미토코몬 제25부
- 미토코몬 제24부

## 영화
- 이누가미가의 일족 (2004년)
- 미토코몬 제28부 (2000년)
- 미토코몬 제27부 (1999년)
- 미토코몬 제26부 (1998년)
- 미토코몬 제25부 (1996년)
- 미토코몬 제24부 (1995년)
- 미토코몬 제23부 (1994년)
- 미토코몬 제22부 (1993년)
- 식탁이 없는 집 (1985년)
- 아지랑이좌 (1981년)
- 땅의 무리 (1970년)
- 카와치 카르멘 (1966년)
- 청춘일기 (1963년)
- 하이틴 야쿠자 (1962년)
- 청춘 잔혹 이야기 (1960년)
- 들불 (1959년)
- 검은 강 (1957년)